# Usingo
Usingo Island è un'isola del Kenya, sita a nord est del lago Vittoria, nelle vicinanze di Pyramid Island e Migingo.